# Смирнов, Андрей Петрович (музыкант)
Андре́й Петро́вич Смирно́в (род. 21 февраля 1960, Ленинград) ― советский и российский тромбонист, солист большого симфонического оркестра Мариинского театра.
Заслуженный артист Российской Федерации (2001).

## Биография
В конце 1970-х годов вместе с трубачами Александром Беренсоном и Олегом Васильевым играл в духовой секции ленинградской джаз-рок-группы «Лесной проспект». Окончил музыкальное училище имени Мусоргского в 1981 году, а затем Ленинградскую консерваторию в 1987 году по классу профессора Виктора Сумеркина. С 1981 года артист оркестра (в настоящее время[какое?] ― солист) симфонического оркестра Театра оперы и балеты имени Кирова (впоследствии Мариинского театра). Андрей Смирнов также является участником брасс-квинтета и брасс-ансамбля Мариинского театра.

## Награды
- Заслуженный артист Российской Федерации — …За заслуги в области искусства…[1][5].